# Utaemon Ichikawa
Pour les articles homonymes, voir Ichikawa (homonymie).
Utaemon Ichikawa (市川右太衛門, Ichikawa Utaemon), né à Osaka le 25 février 1907 et mort à Tateyama le 16 septembre 1999, est un acteur japonais célèbre pour les rôles principaux du genre jidai-geki qu'il a tenu des années 1920 aux années 1960.

## Biographie
Durant son enfance, Utaemon Ichikawa apprend la danse classique buyō. Il fait ses débuts au cinéma en 1925 au sein de la société Makino Film Productions (en) de Shōzō Makino, dans le film Kurokami jigoku. Sa gestuelle élégante et son incomparable maniement du sabre font rapidement de lui une star.  Il gagne rapidement en popularité et, suivant l'exemple de vedettes de chez Makino comme Tsumasaburō Bandō, il lance en 1927 sa propre société de production indépendante, Utaemon Ichikawa Productions.
Il est l'acteur vedette de la série « Mikazuki, le samouraï gentilhomme » (旗本退屈男, Hatamoto taikutsu otoko) qui retrace les aventures de Mondonosuke Saotome, un hatamoto de l'époque d'Edo qui porte sur le front une cicatrice en forme de croissant de lune. Cette série tournée entre 1930 et 1963 se compose de trente films et connait un grand succès,.
Quand la Toei est créée en 1951, il en devient l'acteur vedette et membre de son conseil d'administration, tout comme Chiezō Kataoka, un autre acteur très populaire. Mais au milieu des années 1960, la Toei se spécialise dans les films de yakuzas, et Ichikawa Utaemon se tourne alors vers le théâtre.
Utaemon Ichikawa meurt en 1999 à l'âge de 92 ans. Il a tourné dans 320 films entre 1925 et 1981.

## Filmographie sélective
- 1925 : Kurokami jigoku (黒髪地獄 前後篇?) de Kōroku Numata (ja)
- 1930 : Hatamoto taikutsu otoko (旗本退屈男?) de Takuji Furumi (ja) : Mondonosuke Saotome

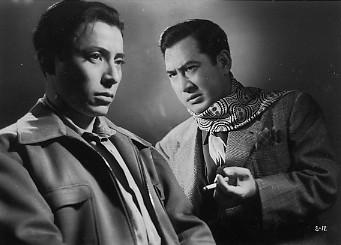
Kōkichi Takada et Utaemon Ichikawa dans Senritsu (1950).

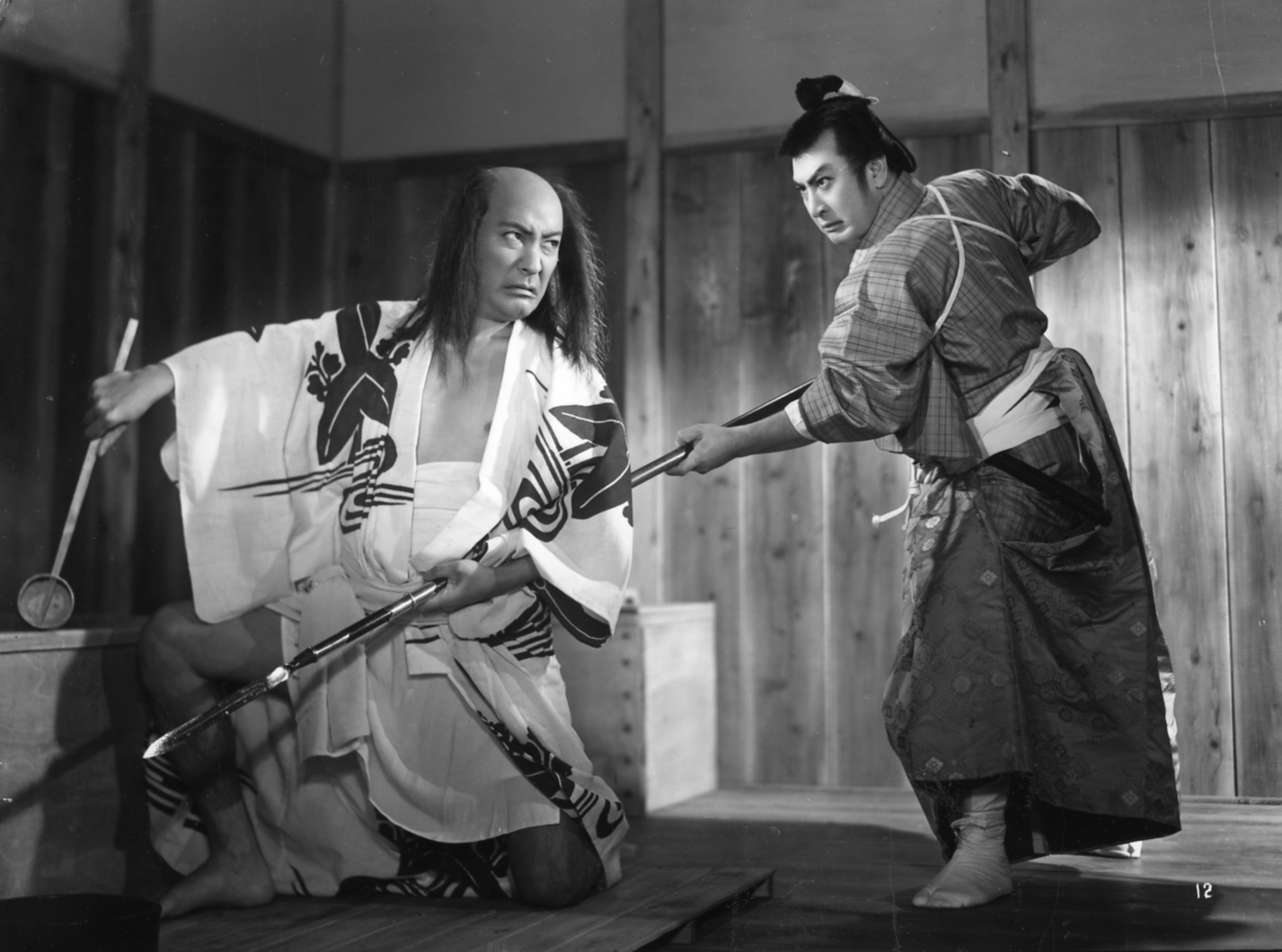
Tsumasaburō Bandō et Utaemon Ichikawa dans Cinq hommes d'Edo (1951).

- 1930 : Kyō e agatta taikutsu otoko (京へ上がった退屈男?) de Takuji Furumi (ja) : Mondonosuke Saotome
- 1931 : Sendai ni arawareta taikutsu otoko (仙台に現はれた退屈男?) de Seika Shiba (ja) : Mondonosuke Saotome
- 1931 : Edo e kaetta taikutsu otoko (江戸へ帰った退屈男?) de Seika Shiba (ja) : Mondonosuke Saotome
- 1933 : Bakusō suru taikutsu otoko (爆走する退屈男?) d'Eiichi Koishi (ja) : Mondonosuke Saotome
- 1941 : La Vengeance des 47 rōnin (元禄忠臣蔵 前篇, Genroku Chushingura?) de Kenji Mizoguchi
- 1950 : Senritsu (戦慄?) de Hideo Sekigawa
- 1950 : Jiruba no tetsu (ジルバの鉄?) d'Isamu Kosugi
- 1950 : Hatamoto taikutsu otoko torimonohikae: Shichi-nin no hanayome (旗本退屈男捕物控 七人の花嫁?) de Sadatsugu Matsuda : Mondonosuke Saotome
- 1950 : Hatamoto taikutsu otoko torimonohikae: Dokusatsu maden (旗本退屈男捕物控 毒殺魔殿?) de Sadatsugu Matsuda : Mondonosuke Saotome
- 1951 : Hatamoto taikutsu otoko: Tōjingai no oni (旗本退屈男 唐人街の鬼?) de Nobuo Nakagawa : Mondonosuke Saotome
- 1951 : Cinq hommes d'Edo (大江戸五人男, Ōedo gonin otoko?) de Daisuke Itō
- 1952 : Hatamoto taikutsu otoko: Edo-jō makaritōru (旗本退屈男 江戸城罷り通る?) de Tatsuo Ōsone : Mondonosuke Saotome
- 1953 : Hatamoto taikutsu otoko: Happyaku hachi chō makaritōru (旗本退屈男 八百八町罷り通る?) de Yasushi Sasaki : Mondonosuke Saotome
- 1956 : Akō rōshi: Ten no maki, chi no maki (赤穂浪士 天の巻 地の巻?) de Sadatsugu Matsuda
- 1958 : Mikazuki, le samouraï gentilhomme (旗本退屈男, Hatamoto taikutsu otoko?)[1] de Sadatsugu Matsuda : Mondonosuke Saotome
- 1958 : Shura hakkō (修羅八荒?) de Yasushi Sasaki
- 1959 : Fūryū shisha tenka: Musō no ken (風流使者 天下無双の剣?) de Sadatsugu Matsuda
- 1961 : Akō rōshi (赤穂浪士?) de Sadatsugu Matsuda

## Distinctions

### Décorations
- 1972 : récipiendaire de la médaille au ruban pourpre
- 1979 : récipiendaire de l'ordre du Soleil levant de quatrième classe

### Récompenses
Sauf indication contraire, les informations mentionnées dans cette section peuvent être confirmées par la base de données cinématographiques IMDb,  présente dans la section « Liens externes ».
- 1957 : prix Blue Ribbon de la popularité[5]
- 1995 : prix à la Japan Academy pour sa carrière[6]
- 2000 : prix spécial à la Japan Academy pour l'ensemble de sa carrière[7]